# Anis Riahi
Pour les articles homonymes, voir Riahi.
Anis Riahi, né le 30 mai 1971, est un athlète tunisien, spécialiste du décathlon.

## Biographie
Vainqueur du décathlon des Jeux africains de 1995, il remporte trois titres de champion d'Afrique : un au saut à la perche en 1996, et deux dans l'épreuve du décathlon en 1996 et 2004. 
Il remporte six titres de champion de Tunisie, dont deux sur décathlon.
Son record personnel au décathlon, se montant à 7 642 points, est établi le 30 juillet 2000 lors du Décastar de Talence.

### Palmarès
| Date | Compétition                                   | Lieu          | Résultat | Épreuve          |
| ---- | --------------------------------------------- | ------------- | -------- | ---------------- |
| 1993 | Championnats panarabes                        | Lattaquié     | 2e       | Décathlon        |
| 1995 | Championnats panarabes                        | Le Caire      | 2e       | Décathlon        |
| 1995 | Jeux africains                                | Harare        | 2e       | Décathlon        |
| 1996 | Championnats d'Afrique                        | Yaoundé       | 1er      | Saut à la perche |
| 1996 | Championnats d'Afrique                        | Yaoundé       | 1er      | Décathlon        |
| 1997 | Jeux de la Francophonie                       | Antananarivo  | 3e       | Décathlon        |
| 1999 | Jeux africains                                | Johannesbourg | 1er      | Décathlon        |
| 2002 | Championnats d'Afrique                        | Radès         | 2e       | Décathlon        |
| 2004 | Championnats d'Afrique                        | Brazzaville   | 1er      | Décathlon        |
| 2005 | Championnats d'Afrique des épreuves combinées | Alger         | 2e       | Décathlon        |

### Records
| Épreuve          | Performance | Lieu                | Date            |
| ---------------- | ----------- | ------------------- | --------------- |
| Décathlon        | 7 642 pts   | Talence             | 30 juillet 2000 |
| Saut à la perche | 4,50 m      | Desenzano del Garda | 12 mai 2002     |